# Blauwvlekfluitvis
De blauwvlekfluitvis (Fistularia tabacaria) is een straalvinnige vissensoort uit de familie van de fluitbekvissen (Fistulariidae). De wetenschappelijke naam van de soort is gepubliceerd in 1758 door Linnaeus in de tiende editie van Systema naturae. 